# Paul Mabille
Pour les articles homonymes, voir Mabille.
Ne doit pas être confondu avec Bernard Mabille ou Pierre Mabille.
Jules Paul Mabille est un naturaliste français, né le 23 septembre 1835 à Saint-Symphorien et mort le 6 avril 1923 dans cette même ville.
Il participa activement à la Société entomologique de France et s’intéressa principalement aux lépidoptères et à la botanique. Il fut professeur dans un certain nombre de collèges et lycée (Dinan, Auxerre, Bastia, Carcassonne, Tours) avant de se fixer en Île-de-France en 1874.

## Publications
- Paul Mabille, Catalogue des plantes qui croissent autour de Dinan et de Saint-Malo, Bordeaux, impr. Coderc, Degréteau et Poujol, 1866 [2]